# Artsenbezoeker
Een artsenbezoeker of medisch afgevaardigde is een functionaris die huisartsen, specialisten en apothekers informeert over medische of farmaceutische producten.  Artsenbezoekers werken in opdracht van farmaceutische bedrijven en leveren informatie ten aanzien van geneesmiddelen die de farmaceutische industrie probeert te promoten.

## België
In België werd in 1998 het pilootproject "Onafhankelijke artsenbezoekers" opgestart, onder verantwoordelijkheid van het Belgisch Centrum voor Farmacotherapeutische Informatie (BCFI): 
Een "academic detailer" (arts of apotheker van opleiding) bezorgt huisartsen wetenschappelijke, "evidence-based" informatie over een bepaalde geneesmiddelentopic tijdens een persoonlijk bezoek. De gebrachte informatie is gebaseerd op een uitgebreid systematisch literatuuronderzoek die een bepaald onderwerp behandelt.
Na vier jaar, in 2002, werd het pilootproject - dat werkzaam was in de regio Groot-Gent - uitgebreid naar andere Vlaamse regio's (Groot-Brugge en zuidoosten van Oost-Vlaanderen). In 2005 werd een vergelijkbaar project opgestart in Wallonië.
In 2018 werden de subsidies voor dit project academic detailing geschrapt ondanks een positief effect (5%) op het voorschrijfgedrag van artsen. Overige projecten van vzw Farmaka werden overgedragen naar het bcfi.